# Ochrosia
Ochrosia és un gènere de plantes amb flor de la família Apocynaceae.

## Taxonomia
- Ochrosia borbonica J.F.Gmel. (Maurici, Réunion, Txagos, Maldives)
- Ochrosia compta K.Schum. - Hōlei (Maui, Oʻahu, Molokaʻi)[1]
- Ochrosia fatuhivensis Fosberg i Sachet (Polinèsia)
- Ochrosia grandiflora Boit. (Nova Caledònia)
- Ochrosia haleakalae H.St.John - Hōlei (Maui, Hawaiʻi)
- Ochrosia kauaiensis H.St.John - Hōlei (Kauaʻi)
- Ochrosia kilaueaensis H.St.John - Hōlei (Hawaiʻi)
- Ochrosia nukuhivensis Fosberg & Sachet (Polinèsia)
- Ochrosia tahitensis Laness. ex Pichon (Polinèsia)